# Kolb AG

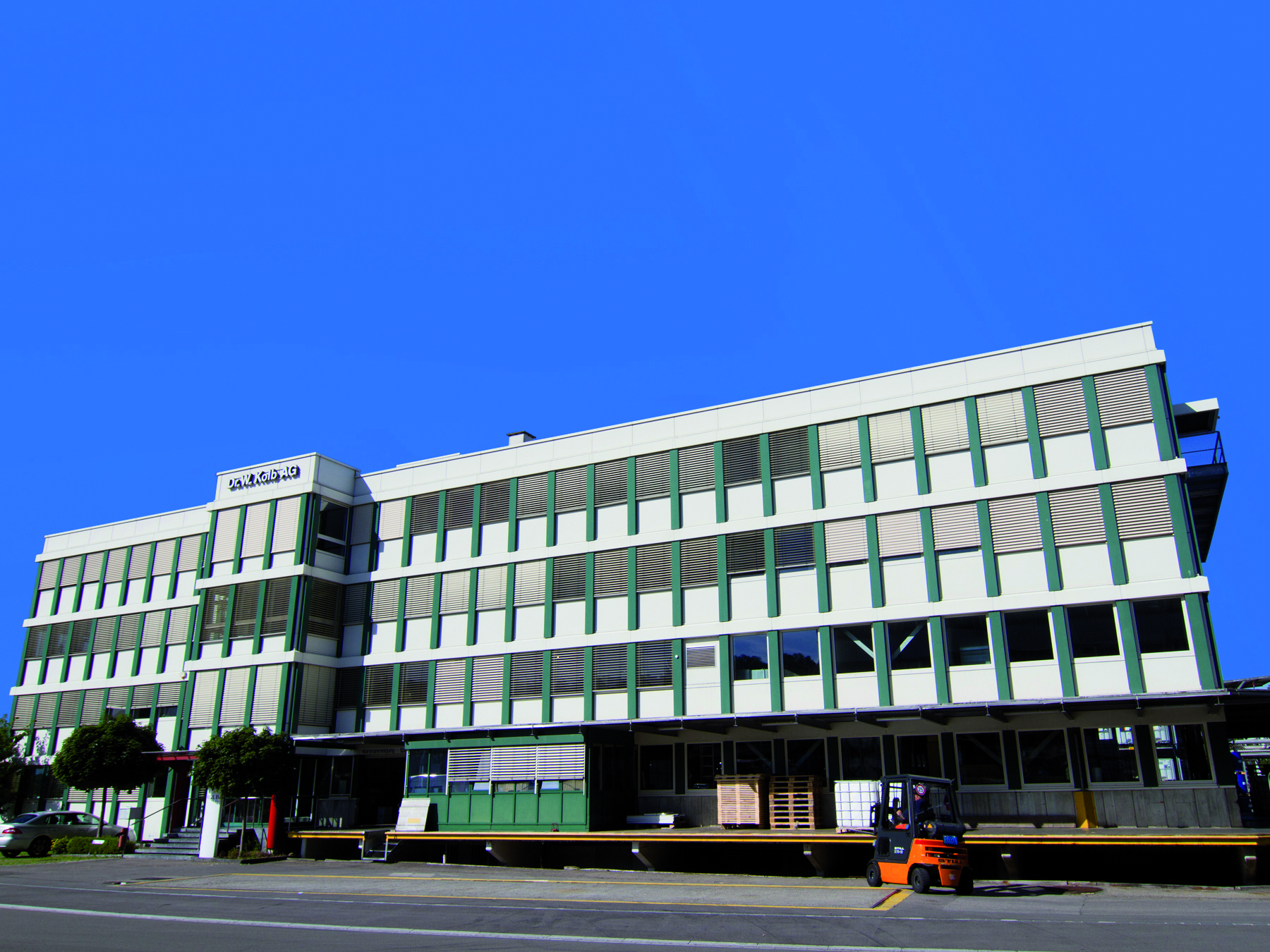
Kolb Distribution Ltd. in Hedingen

Die Kolb Distribution Ltd. (Marktauftritt Kolb) mit Sitz in Hedingen ist ein international tätiges Schweizer Chemieunternehmen, das auf die Herstellung und den Vertrieb von nichtionischen Tensiden und Papierprozesschemikalien spezialisiert ist.
In ihren beiden Produktionsstandorten in Hedingen und in Moerdijk (Niederlande) stellt die, unter dem Konzerndach der «Dr. W. Kolb Holding AG» organisierte Kolb Gruppe, Entschäumer und Filzwaschmittel sowie nichtionische Tenside für die Papier- und Textilindustrie, die Kosmetik- und Waschmittelindustrie sowie für unterschiedliche weitere Anwendungsbereiche her. Während sich das Werk in Moerdijk auf die Herstellung von Grossmengenprodukten im Tensid-Bereich konzentriert, erfolgt am angestammten Standort in Hedingen nebst der Produktion auch der Einkauf und Verkauf sowie die Forschung und Entwicklung.

## Geschichte
Das Unternehmen wurde 1964 von dem Chemiker Werner Kolb in Hedingen gegründet. Nachdem der Fokus zunächst schwergewichtig auf Chemikalien für die Papierherstellung gelegt wurde, führte die Herstellung von Tensiden zur Ausweitung auf andere Bereiche, insbesondere auf Anwendungen für die Kosmetik- und Waschmittelindustrie, wo Tenside eine wichtige Rolle spielen.
1991 übertrug Werner Kolb die Geschäftsführung des Familienunternehmens an seine älteste Tochter Esther Dale-Kolb, die gleichzeitig mit 51 Prozent auch die Aktienmehrheit übernahm. Im gleichen Jahr gründeten die beiden die Dr. W. Kolb Holding AG, die fortan das Dach der Unternehmensgruppe bildete. 1993 nahm das Werk der ebenfalls 1991 gegründeten Tochtergesellschaft in Moerdijk seinen Betrieb auf. Zwei Jahre später wurde für den asiatischen Raum ein weiteres Tochterunternehmen gegründet.
Im Dezember 2006 entschloss sich die Besitzerfamilie, das Unternehmen an die malaysische Kuala Lumpur Kepong Berhad (KLK) zu verkaufen. Seither wird die Kolb Gruppe als eine eigenständig am Markt auftretende Tochtergesellschaft des KLK-Konzerns geführt.